# Las Pintas
Las Pintas är en ort i kommunen Temascalapa i delstaten Mexiko i Mexiko. Samhället hade 1 116 invånare vid folkräkningen 2020. Orten har två förskolor, en primärutbildning och en sekundärutbildning. Enligt rykten på bygden uppstod namnet på samhället från ett överflöd av boskap (kor).